# 바지 (커리)
바지(마라티어: भाजी, 구자라트어: ભાજી)는 인도의 커리이다. 마하라슈트라 요리이며, 가까운 구자라트에서도 즐겨 먹는다. 국물이 있게 조리하기도 하고, 볶음에 가깝게 만들기도 한다.

## 종류
- 알루 바지
- 세브 바지

## 사진

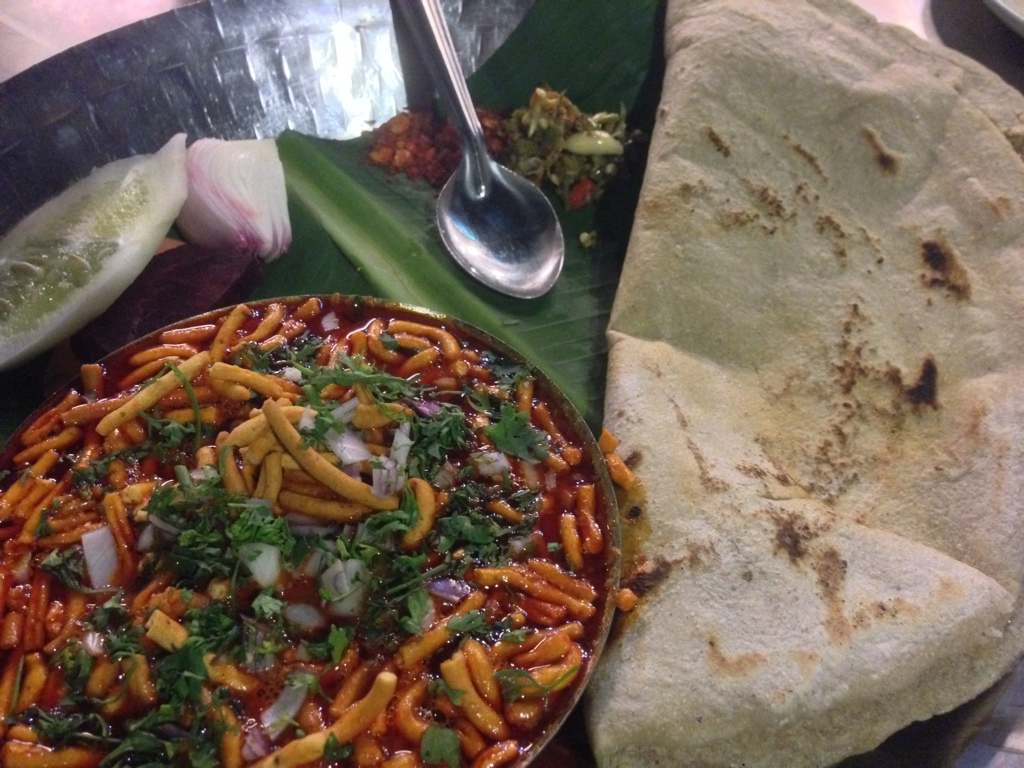
세브 바지
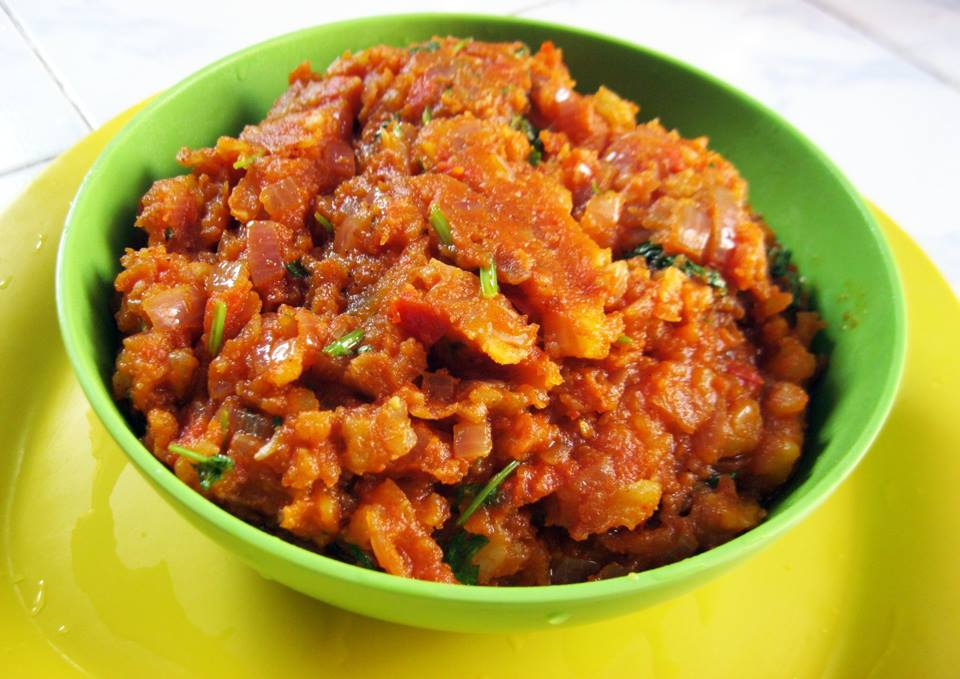
알루(감자) 바지

## 같이 보기
- 파브 바지
- 푸리 바지